# Xanthocanace collessi
Xanthocanace collessi är en tvåvingeart som beskrevs av Wayne N. Mathis 1996. Xanthocanace collessi ingår i släktet Xanthocanace och familjen Canacidae. Inga underarter finns listade i Catalogue of Life.